# 山本和枝
山本 和枝（やまもと かずえ、女性、1969年1月3日 - ）は、日本のゲームクリエイター、イラストレーターである。日本のアダルトゲーム業界において、2001年時点で最も多くの原画を書いた原画家とされる。既婚で一児の母。

## 経歴
大阪芸術大学芸術学部デザイン学科インテリアデザイン（現・ライフデザイン）専攻。在学中はアニメーションサークルCASに所属。大学卒業後はカプコンにてキャラクター制作などを担当。
その後、TGLで『ファーランドストーリー』『ファーランドサーガ 時の道標』を手がける。その後は独立して1996年にアダルトゲームブランド・studio e.go!を設立。以降、同社の作品の原画を全て担当している。
2009年3月17日、studio e.go!とBlueImpactを擁する株式会社スタジオエゴの代表取締役を辞任。同時にでぼの巣製作所を立ち上げることも発表された。
2014年にstudio e.go!の著作権をでぼの巣製作所が取得すると、それ以降はでぼの巣姉妹サイトとしての新studio e.go!においても並行して原画を担当に当たる事となった。
「緋い笑撃」というサークル名で同人活動もやっている。

## 特徴
自他ともに認める作業スピードの早い原画家であり、一日に5,6枚の原画を仕上げられる。これが前述の「最も多くの原画を描いた原画家」の評に繋がっている。

## 手がけた作品
Studio e.go!、BlueImpact、でぼの巣製作所、新Studio e.go! 作品は除く
一般ゲーム
- ファーランドストーリーシリーズ（TGL、一部除く）
- ファーランドサーガシリーズ（TGL）
- エレメンタルアーツ（バロック）
- C-1 Battle（シンビョウシステムズ）

アダルトゲーム
- 堕姫（リドルソフト）
- 堕姫2（リドルソフト、一部除く）
- それでもオレはやってやる！vol.1（ユーフォリア）
- それでもオレはやってやる！vol.2（ユーフォリア）
- Distance（Silksoft）
- 学園BETRAYER 〜秘密の性体験〜（Potage、一部除く）

ライトノベル
- 悠久の翼と蒼き巫女（大原信弥・著、エンターブレイン〈ファミ通文庫〉）
- ハーレム オブ ナイト（鳥居神楽・著、フランス書院〈美少女文庫〉）

画集
- 『クリエイティブシリーズ9 Affection エフェクション 山本和枝 Studio e.go! 原画集』（彩文館出版、1999年8月1日初版第1刷発行）ISBN 4-916115-26-0
- 『Pythian〜ピュティア〜 山本和枝アートワークス』（メディアワークス、1999年9月15日初版発行）ISBN 4-8402-1287-2
- 『Angel's Feather ―黒の残影― 〜山本和枝 アートワークス〜』（ジャイブ、2005年7月9日初版発行）ISBN 4-86176-189-1
- 『Sensation 山本和枝プレミアム・アートワークス』（ジャイブ、2007年4月29日初版発行）ISBN 978-4-86176-399-1
- 『山本和枝画集 蒼空』（エンターブレイン、2007年11月14日初版発行）ISBN 978-4-7577-3879-9
- 『山本和枝アートブック でぼの巣立ち』（笠倉出版社、2009年6月30日発売）ISBN 978-4-7730-9474-9
- デジタルMOEOH 山本和枝集画集『でぼの巣』（KADOKAWA、2011年5月27日配信[8]）